# Vereinigung Apostolischer Christen
Die Vereinigung Apostolischer Christen (VAC) ist eine schweizerische Freikirche und 1954 nach einer Trennung von der Neuapostolischen Kirche (NAK) entstanden. Sie ist seit 1956 mit anderen apostolischen Freikirchen in der Vereinigung Apostolischer Gemeinden (VAG) zusammengeschlossen.

## Entstehung
Im Jahr 1951 wurde der neuapostolische Bezirksapostel für die Schweiz Ernst Güttinger nach der Einführung neuer Statuten mit einer Altersgrenze, die er bereits erreicht hatte, gegen seinen Willen, vom Oberhaupt der Neuapostolischen Kirche, dem Stammapostel Johann Gottfried Bischoff, in den Ruhestand versetzt. Er hatte im Vorfeld mehrfach die autoritäre Stellung des Stammapostels kritisiert, als er 1948 vorschlug, den Sitz der Neuapostolischen Kirche von Frankfurt a. M. (Deutschland) in ein neutrales Land zu verlegen und die Amtszeit des Stammapostels zu begrenzen. Außerdem war es in den saarländischen Gemeinden, die von 1945 bis zur Rückgliederung in die Bundesrepublik Deutschland von der Schweiz aus betreut wurden, zu einem „Machtkampf“ zwischen Güttinger und der Frankfurter Zentrale gekommen.
Der Sohn Ernst Güttingers, Otto Güttinger, war zunächst als Nachfolger in der Bezirksleitung vorgesehen, es wurde jedoch 1951 zuerst der Bischof Ernst Eschmann als neuer Bezirksapostel eingesetzt. Dieser starb bereits etwa ein Jahr später und es wurde Bischof Ernst Streckeisen 1953 an die Spitze der schweizerischen Gemeinden berufen, der von 1975 bis 1978 dann selbst Stammapostel war und den Sitz der NAK in die Schweiz verlegte.
Otto Güttinger wurde 1954 von den Mitaposteln Streckeisen, Baur und Hänni gedrängt, sein Apostelamt – wegen Widerspruchs gegen die „Botschaft“ des Stammapostels – aufzugeben. Als er dies ablehnte, wurde er abgesetzt und ausgeschlossen. Er gründete daraufhin mit seinem Vater die Apostolische Gemeinde mit etwa 1.000 Mitgliedern. Im Oktober 1957 unterlag diese jedoch im Namensrechtsstreit mit der Neuapostolischen Kirche und musste ihren Namen in Vereinigung Apostolischer Christen ändern. Alle anderen Klagen gegen Personen der VAC wurden abgewiesen.
Die beiden Apostel Güttinger nahmen Verbindung mit den Aposteln des Reformiert-Apostolischen Gemeindebundes (RAG) auf, und so kam es in Frankfurt a. M. zu einer ersten Begegnung am 27. und 28. November 1954. Hier waren auch Apostel Smit von den reformiert-apostolischen Gemeinden in Holland und Bischof Herbert Schmidt von der Apostolischen Gemeinde des Saarlandes anwesend. Am 18. und 19. Januar 1956 kamen in Düsseldorf die schweizerischen Apostel Ernst und Otto Güttinger, die Apostel der Apostolischen Gemeinschaft (AG) Dehmel, Dunkmann und Kuhlen, Apostel Ecke des Reformiert-Apostolischen Gemeindebundes, Apostel Kamphuis und Smit der Gemeente van Apostolische Christenen (GvaC) sowie sieben Bischöfe dieser Gemeinden zusammen. Die Apostel Erasmus und Malan der südafrikanischen Apostolic Church – Apostle Unity, der australische Apostel Zischke der Apostolic Church of Queensland und die Apostel Müller und Ostermann des RAG stimmten den Düsseldorfer Vereinbarungen zu und gründeten am 24. Juli 1956 die Vereinigung Apostolischer Gemeinden (VAG).
Nach dem Tod Otto Güttingers am 5. Juli 1960 folgte ihm Erwin Kindler († 28. Dezember 2007) am 10. September 1961 als Apostel nach. Vom 21. Juni 1992 bis zum 3. November 2013 war Walter Baltisberger Apostel. Am 3. November 2013 trat er zusammen mit Bischof Willi Roth in den Ruhestand. Die Leitung der Gemeinschaft übernahm der neu zum Apostel ordinierte Priester Bruno Zehnder.

## Lehre, Ämter und Liturgie
siehe hier den Absatz unter Apostolische Gemeinschaft (Freikirche)#Theologie und Lehre

## Aktuelle Situation
Die Gemeinschaft unterhält aktuell 5 Gemeinden mit ca. 400 Mitgliedern in Kölliken, Lugano, Olten, Zofingen und Zürich. Die theologische Leitung obliegt dem Apostel Bruno Zehnder, die juristische Leitung übt ein Kirchenvorstand mit einem vorsitzenden Präsidenten aus. Es wird ein jährlicher Mitgliederbeitrag von 200 Franken für Erwachsene (inkl. AHV-Berechtigte) und 125 Franken für Jugendliche ab Konfirmation bis zum 20. Altersjahr sowie für IV-Berechtigte erhoben. Hauptamtlich angestellt ist momentan allein der Apostel.
Die französischen Gemeinden der VAG wurden bis zum 15. Dezember 1991 von der Schweiz aus mitbetreut, als der französische Älteste André Grein in Amnéville zum Apostel für Frankreich ordiniert wurde und die Leitung der seitdem selbständigen Gemeinschaft innerhalb des Bundes übernahm.
Im April 2005 kam es zu einer Vereinbarung der NAK und der VAC über die Bewertung der Geschehnisse in den 1950er Jahren und eine gemeinsame Erklärung wurde in allen neuapostolischen und apostolischen Gemeinden der Schweiz verlesen.
Bis 2005 benutzte die Vereinigung Apostolischer Christen das 1959 herausgegebene Apostolische Gesangbuch, welches 612 Lieder, die in die Rubriken Gottesdienst, Sakramente, Segenshandlungen, das christliche Kirchenjahr und zu besonderen Gelegenheiten gegliedert waren, umfasste. Seit 2005 ist es durch ein neues Gesangbuch mit dem Titel Singt dem Herrn ersetzt.
Eine Monatszeitschrift Der Herold wird seit 1954, zunächst von der schweizerischen „Vereinigung Apostolischer Christen“, herausgegeben. Die Redaktion liegt seit Jahren bei der Verwaltung der Apostolischen Gemeinschaft in Düsseldorf. In den 1970er und 1980er Jahren gab es noch eine Zeitschrift namens „Blickpunkt“, die aber Anfang der 1990er mit dem „Herold“ zusammengelegt wurde. Seit dem 1. Januar 2011 ist der Herold zugunsten der zweimonatlichen Zeitschrift „Blickpunkt“ eingestellt worden.

## Kirchengebäude
Die Gemeinschaft unterhält drei eigene Kirchen in Zofingen, Kölliken und Olten. Am 8. Juli 1956 fand die Einweihung der ersten Kirche in Zofingen statt und am 2. Juni 1963 folgte die Kirche in Kölliken. In Zürich hatte die VAC seit dem 22. Dezember 1985 eigene Räumlichkeiten, welche im August 2013 aufgegeben wurden. Seitdem findet der Gottesdienst in Räumlichkeiten des Blauen Kreuz Zürich statt. In Olten, an der Stadtgrenze zu Trimbach, befindet sich neben dem Gebäude der Gemeinde auch die Verwaltung der Gemeinschaft.

Kirchengebäude
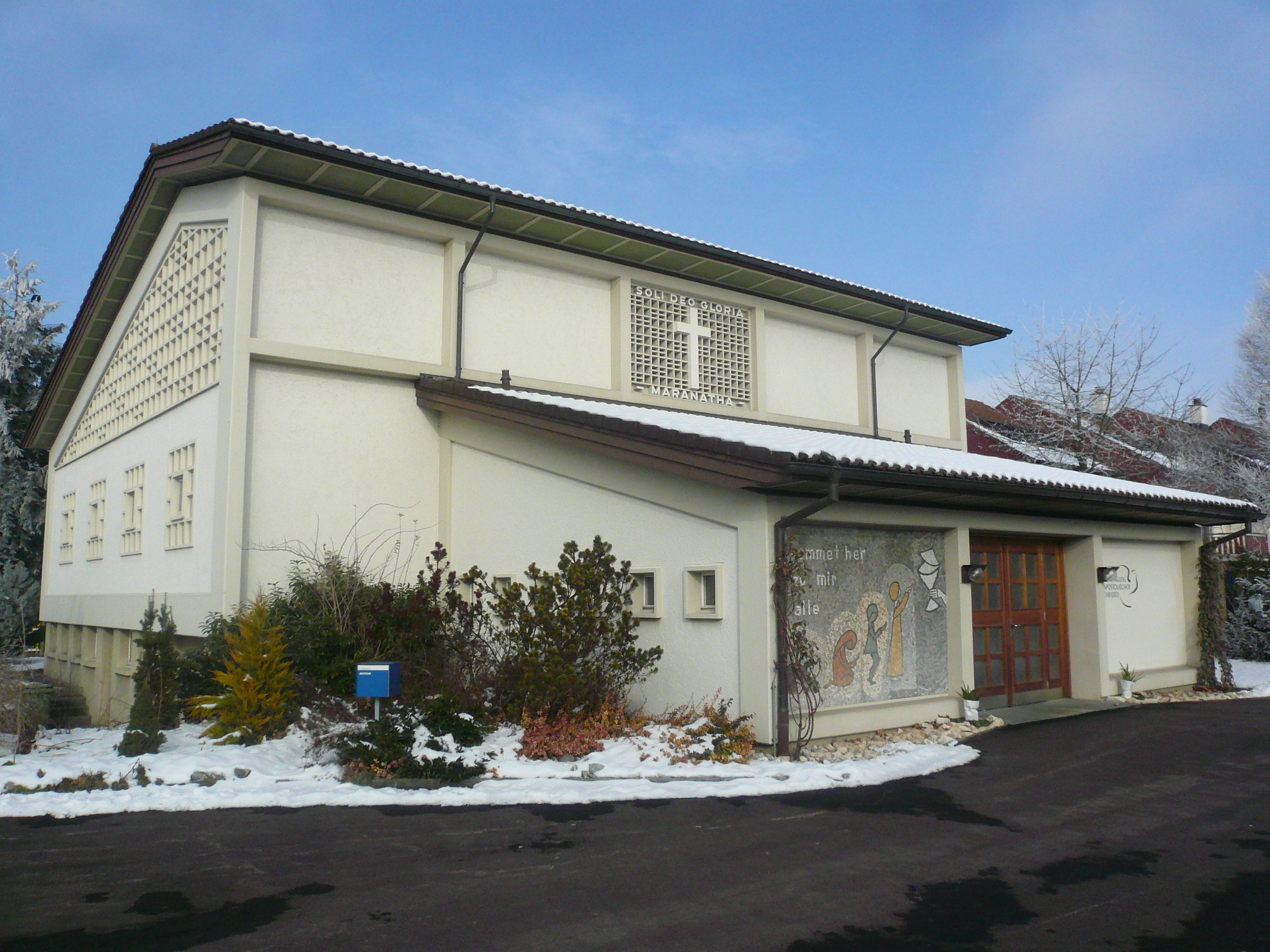
Kirche Zofingen
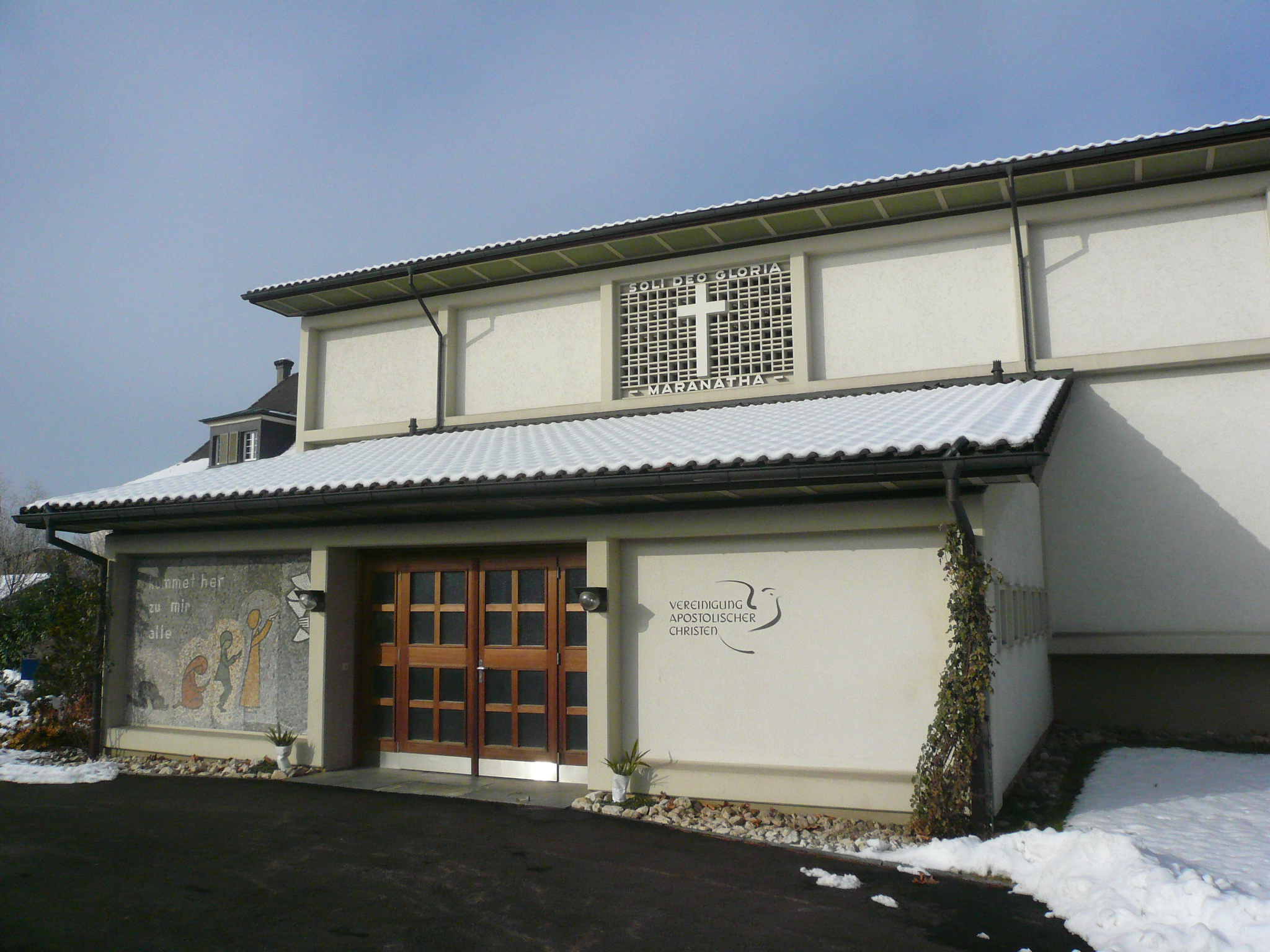
Kirche Zofingen
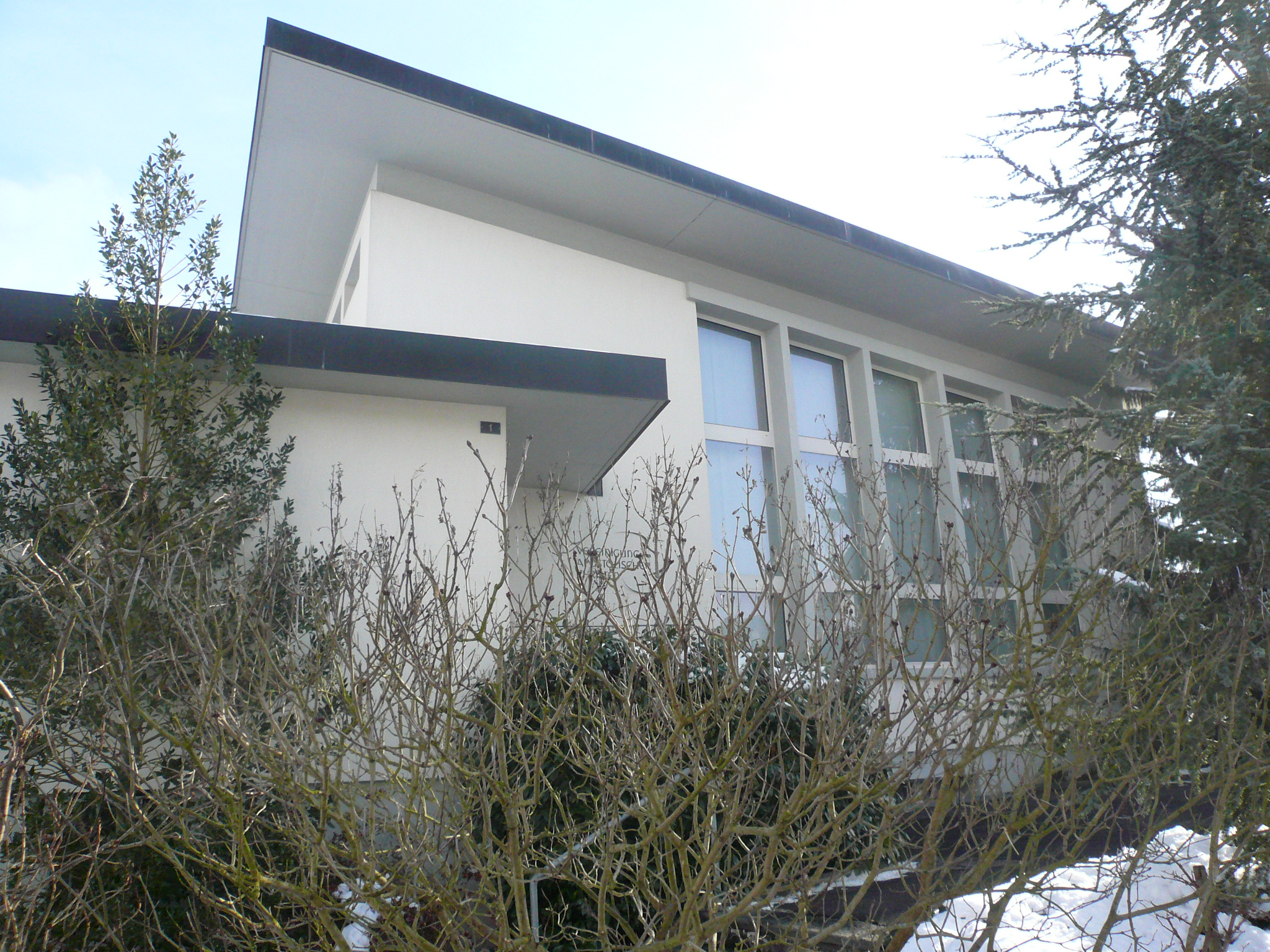
Kirche Kölliken
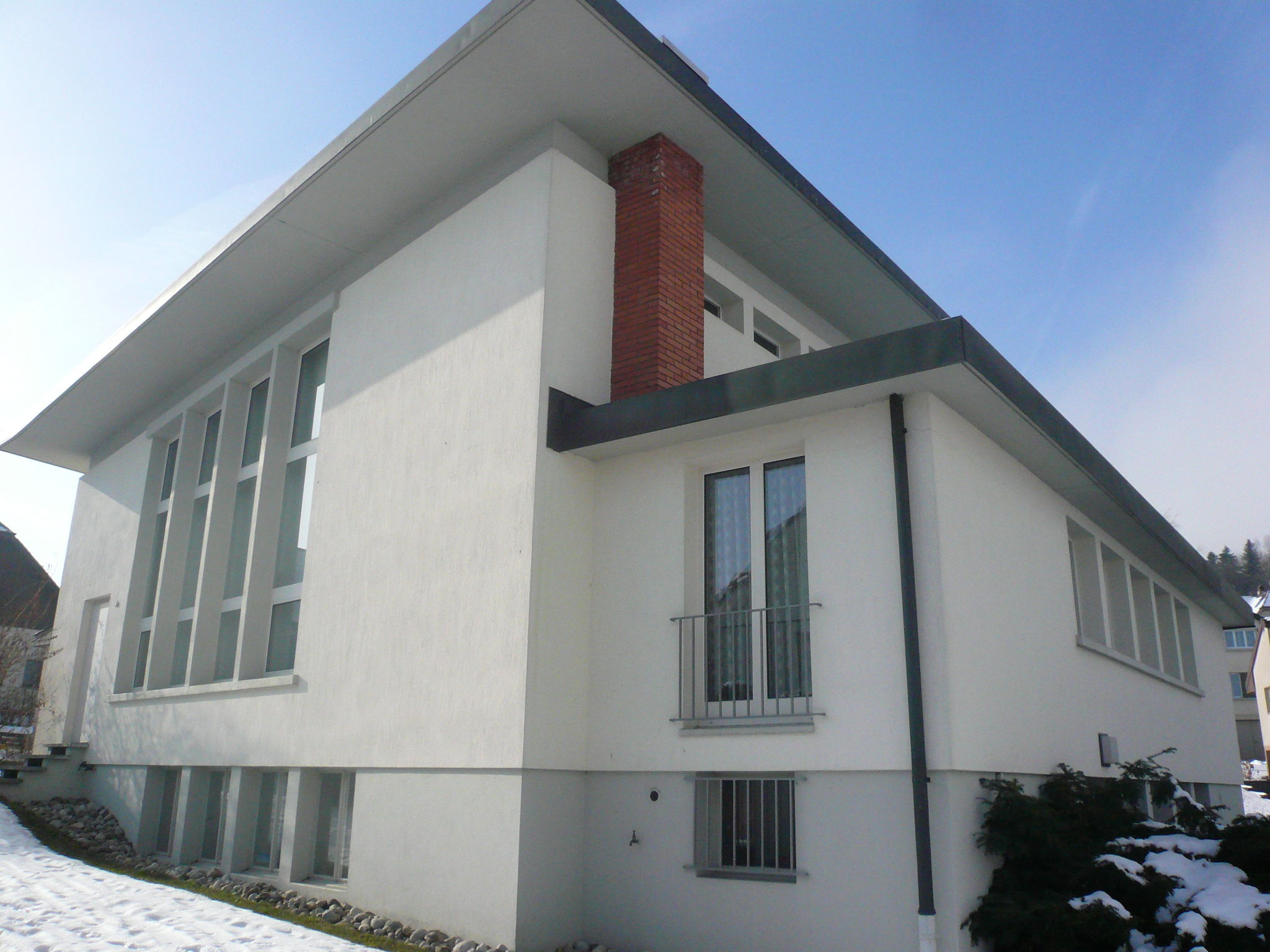
Kirche Kölliken
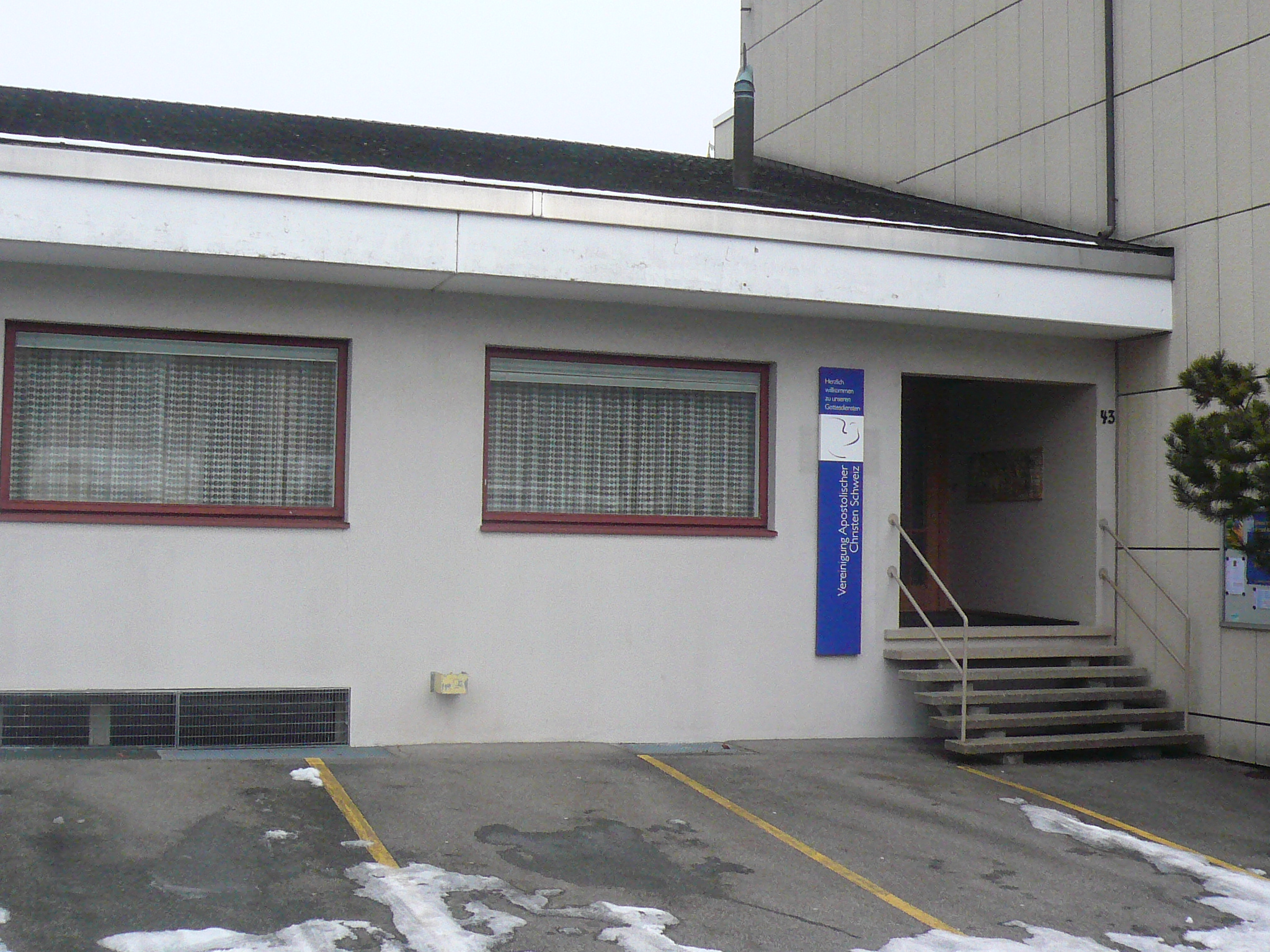
Kirche Olten